# 6-Chlor-1,3,5-triazin-2,4-diamin
6-Chlor-1,3,5-triazin-2,4-diamin ist eine chemische Verbindung aus der Gruppe der Triazine.

## Vorkommen
6-Chlor-1,3,5-triazin-2,4-diamin entsteht als Metabolit bei der Dealkylierung des Herbizids Atrazin und kann deswegen in entsprechend belasteten Proben nachgewiesen werden.

## Eigenschaften
6-Chlor-1,3,5-triazin-2,4-diamin ist ein weißer Feststoff, der löslich in Dimethylformamid ist. Bei starker Erhitzung zersetzt sie sich unter Ammoniakabgabe und Polymerbildung.

## Regulierung
Über den Safe Drinking Water and Toxic Enforcement Act of 1986 besteht in Kalifornien seit 15. Juli 2016  eine Kennzeichnungspflicht für Produkte, die 6-Chlor-1,3,5-triazin-2,4-diamin enthalten.